# Amt Panker
Das Amt Panker war ein Amt im Kreis Plön in Schleswig-Holstein. Es bestand aus den Gemeinden Hohenfelde, Panker, Schwartbuck und Waterneverstorf. Die Amtsverwaltung befand sich in Panker. Zum 1. Januar 1968 wurde das Amt mit dem Amt Giekau und dem Amt Lütjenburg-Land zum neuen Amt Lütjenburg-Land zusammengelegt.